# Ulytau
Ulytau (en kazajo: Ұлытау, "la gran montaña";  en turco: Uludağ).
Es un popular grupo folk metal de Kazajistán. Su música combina el sonido de violín y guitarras Eléctricas con la dombra, un instrumento de cuerdas tradicional de su país.

## Biografía
Ulytau fue concebido como un proyecto por el productor Kydyrali Bolmanov en 2001 para fusionar música oriental y occidental con arreglos de música clásica de compositores como Kurmangazy Sagyrbayuly, Antonio Vivaldi, Niccolò Paganini y Johann Sebastian Bach. El nombre del grupo se traduce como  "Montaña Alta". Desde entonces han recorrido países como Alemania, Inglaterra, Escocia, Polonia, Estados Unidos, Turquía, China, Japón y Rusia. La Banda fue galardonada con el "Disco de Oro" en 2001 por su tema "Aday" que se basó en una composición de Kurmangazy del mismo nombre. La canción también fue presentada en el Rough Guide , compilación de música de Asia central. Su álbum debut "Jumyr-Kylysh" de 2006 fue relanzada el 17 de junio del 2009 como Two Warriors en Alemania

## Discografía
- Jumyr-Kylysh (2006) (Lanzado en Alemania el 2009 como Two Warriors)

## Miembros

### Principales
- Erjan Alimbetov - Dombra
- Maxim Kichigin - Guitarra
- Alua Makanova - Violín

### Músicos de Sesión
- Roman Adonin - Teclados
- Oleg Tarnovskiy - Guitarra
- Serik Sansyzbayev - Bajo
- Arslanov Rafael - Batería